# 张迅伟
张迅伟（1989年2月28日—），中国足球运动员，司职守门员。是8990国奥队常备门将人选之一。

## 职业生涯
2006年从深圳二队提升至深圳金威一队，成为队中的三号守门员。但由于打不上比赛，张迅伟数次回到深圳二队。2008年张迅伟随深圳二队参加香港甲组足球联赛。
2009年中超联赛第5轮，上海申花在主场迎战深圳红钻的比赛是张迅伟首次为深圳红钻在联赛上场比赛。同年还入选了国奥队和代表广东队参加全运会並夺得银牌。
2010年，老门将肖健佳退役，张迅伟提升为二号门将。
在2011年赛季的联赛中后段，由于其出击能力强控制范围大的特点符合当时主帅特鲁西埃防线靠前的战术体系，张迅伟在深圳队効力多年終成为球队的主力门将，取代门线技术出色但不善出击且与特鲁西埃有隙的原主力门将程月磊，但该赛季深圳红钻最终从中超联赛降级。张迅伟亦是当年国奥队阵中的常备二号门将。
2012年赛季张迅伟与新援及国奥队友张世昌竞争交替担任深圳红钻的首发门将。张迅伟控制禁区范围大，手抛球反击亦很有一手，是现代类型的门将，但性情老实不大善于与防线交流，指挥防守。张世昌性情火爆场上表现欲强，状态上佳时有惊艳扑救，但状态不大稳定。两人各有千秋，在门将教练哈威的严训下互补。
2013年初张迅伟多为状态上佳的张世昌担任替补。张世昌在作客延边的比赛前因故无法出战，仓促上阵的张迅伟遭遇深圳队史上第一进球大战，以4比5的罕见比分负于延边长白虎，表现亦遭质疑。但张世昌亦自此后状态屡出起伏和遭遇停赛，张迅伟尽职尽责撑起门面，但无力阻止深圳队的整体低迷再次冲超失败。
2014年7月，深圳红钻爆出欠薪风波，张迅伟其后向中国足协仲裁委员会正式递交了仲裁申请，同年9月中国足协裁定其为自由身，解除与深圳红钻的合同。
2015年1月，上海申鑫官方宣布张迅伟加盟球队。
2017年3月，乙级联赛球队江西联盛官方宣布张迅伟加盟球队。